# Woobinda (serie televisiva)
Woobinda (Woobinda, Animal Doctor) è una serie televisiva australiana creata da Malcolm Hulke e prodotta dalla N.L.T. Productions nel 1968.
È stata trasmessa in Australia dal 1969 al 1970 sul canale ABC. In Italia è andata in onda nel 1978 su Rete 1.

## Trama
La storia è ambientata nelle foreste dell'Australia e aveva come protagonista il Dr. Stevens (soprannominato dagli aborigeni locali, appunto, Woobinda, "guaritore"), un medico veterinario che si prodigava per difendere gli animali dai bracconieri.

## Episodi
| Stagione       | Episodi | Prima TV Australia | Prima TV Italia |
| -------------- | ------- | ------------------ | --------------- |
| Stagione unica | 39      | 1969-1970          | 1978            |

## La sigla italiana
Per la serie è stata creata per la versione italiana una sigla musicale che ha riscontrato un notevole e indipendente successo rispetto alla serie televisiva. La parte musicale fu composta da Riccardo Zara, che incise il brano su disco nel 1978 con alla voce lo stesso Zara accompagnato dal coro de Le Mele Verdi. Il testo fu scritto da Marina Fabbri (Kronos) e Andrea Lo Vecchio.

## Citazioni
La serie televisiva viene citata da Aldo Nove nel racconto Woobinda della raccolta Woobinda pubblicata nel 1996. Il protagonista di tale racconto cita la serie TV (insieme a Furia, il cavallo del West) con nostalgia sottolineando (fra altre cose di genere politico e generazionale) che già a metà anni novanta la serie non era più presente nelle televisioni italiane.